# Высокий Борок (Гомельская область)
Высокий Борок (бел. Высокі Барок) — деревня в Осташковичском сельсовете Светлогорского района Гомельской области Республики Беларусь.

## География

### Расположение
В 26 км на юго-запад от Светлогорска, 5 км от железнодорожной станции Останковичи (на линии Жлобин — Калинковичи), 136 км от Гомеля.

### Гидрография
На востоке и севере мелиоративные каналы.

## Транспортная сеть
Автодорога соединяет деревню со Светлогорском. Планировка состоит из прямолинейной улицы, ориентированной с юго-запада на северо-восток, застройка двусторонняя, деревянная, усадебного типа.

## История
Основана в начале XX века переселенцами из соседних деревень. В 1931 году организован колхоз.

## Население

### Численность
- 2021 год — 11 жителей

### Динамика
- 1930 год — 20 дворов, 109 жителей
- 1959 год — 136 жителей (согласно переписи)
- 2004 год — 23 хозяйства, 29 жителей
- 2021 год — 11 жителей